# Treviana
Treviana is een gemeente in de Spaanse provincie en regio La Rioja met een oppervlakte van 34,94 km². Treviana telt 176 inwoners (1 januari 2016).

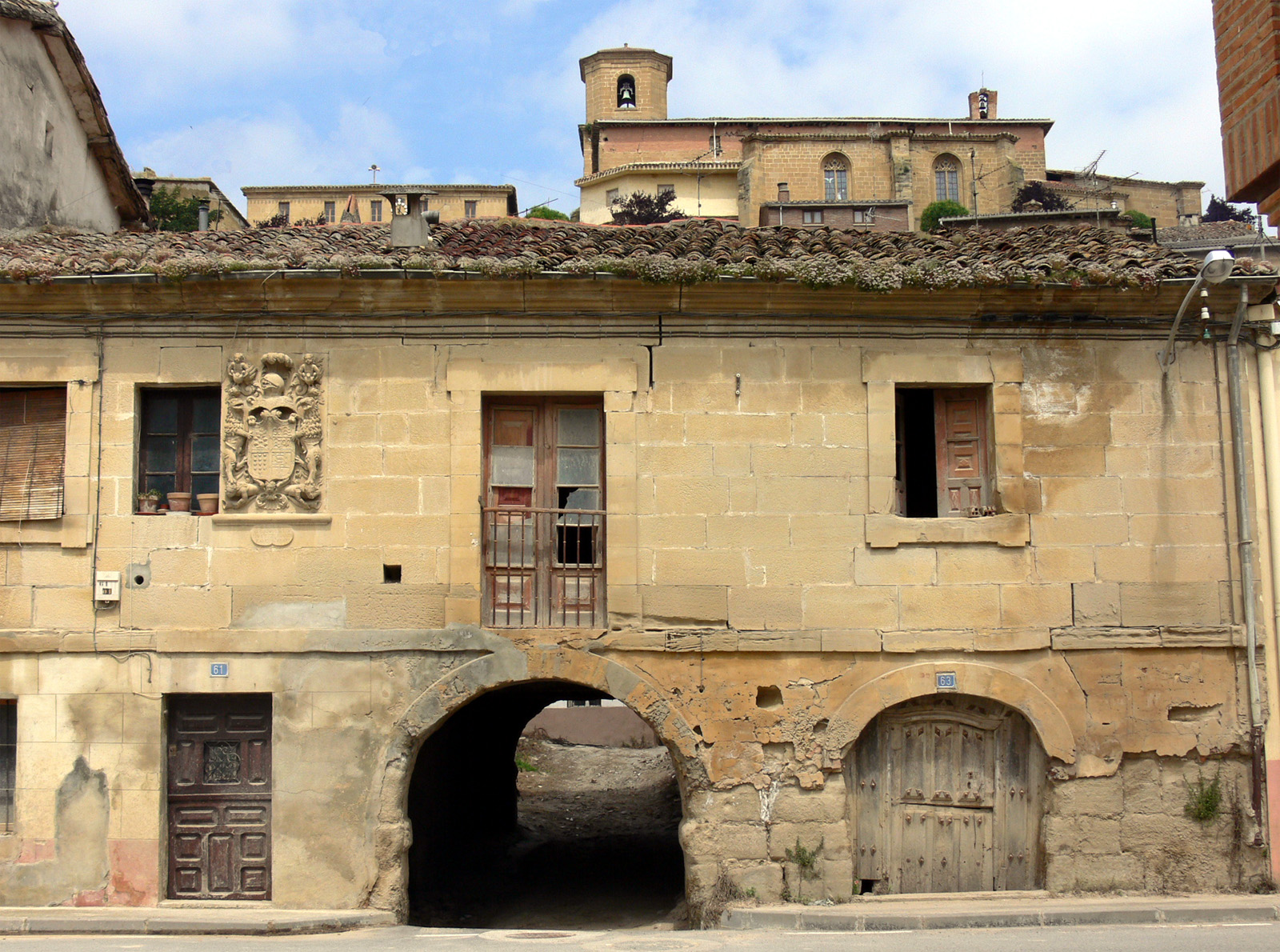
Treviana
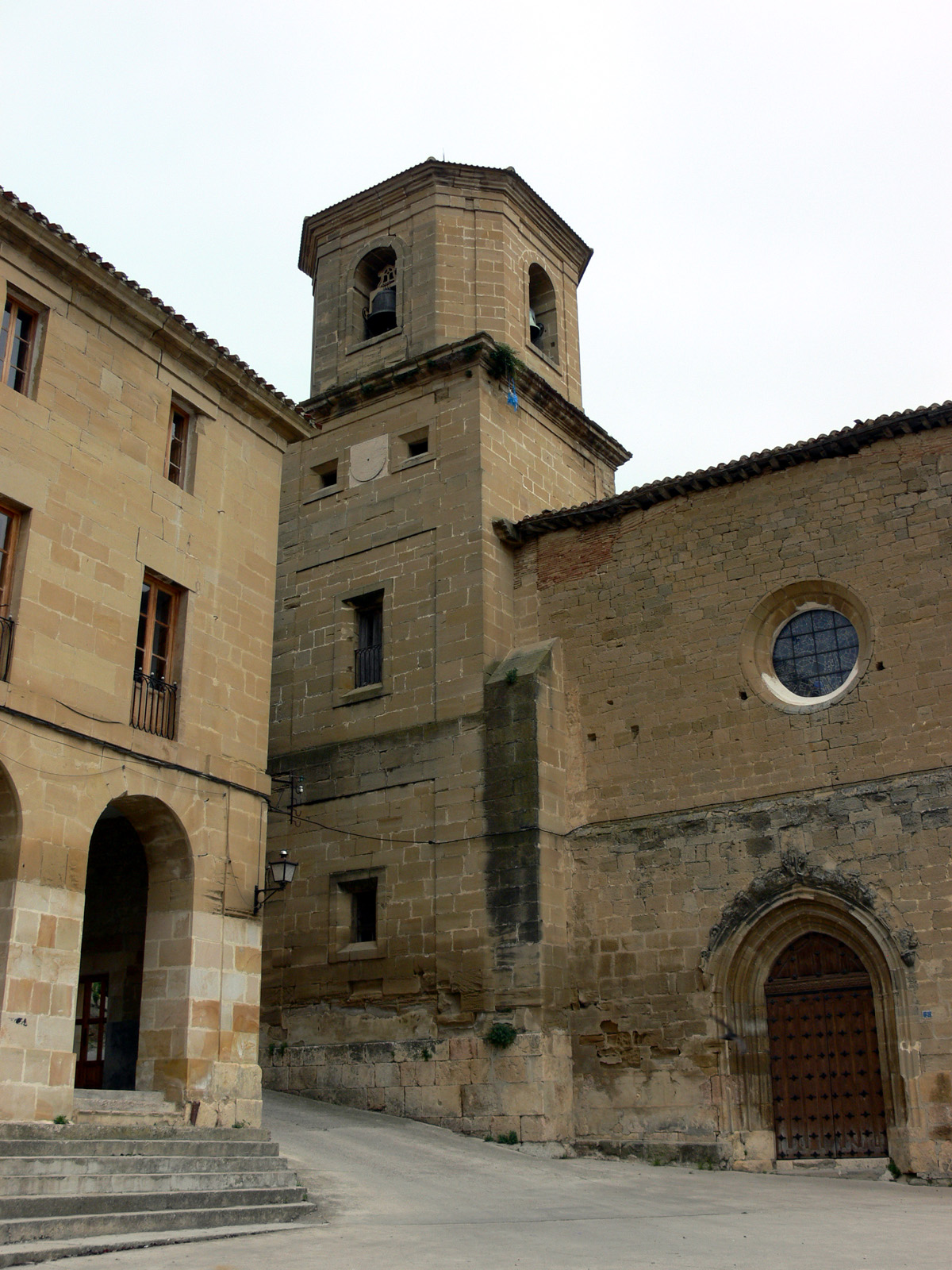
Kerk van Santa María la Mayor

## Demografische ontwikkeling
Bron: INE, 1857-2011: volkstellingen